# An toàn bệnh nhân
An toàn bệnh nhân là một kỷ luật nhấn mạnh sự an toàn trong chăm sóc sức khỏe thông qua công tác phòng ngừa, giảm thiểu, báo cáo, và phân tích những sai sót y tế mà thường dẫn đến tác dụng không mong muốn. Tần số và độ lớn các sự cố không mong muốn mà bệnh nhân đã phải trải qua có thể phòng tránh được đã không được biết đến cho đến những năm 1990, khi nhiều quốc gia đã báo cáo những con số đáng kinh ngạc về số bệnh nhân bị thương tổn và bị chết bởi các sai sót trong y tế. Nhận ra rằng sai sót trong chăm sóc sức khỏe đã tác động đến 1 trong mỗi 10 bệnh nhân khắp nơi trên thế giới, Tổ chức Y tế Thế giới kêu gọi an toàn bệnh nhân là một mối quan tâm đặc thù. Thật vậy, an toàn bệnh nhân đã trở thành một kỷ luật duy nhất về chăm sóc sức khỏe, được hỗ trợ bởi một khung khoa học chưa phát triển trưởng thành. Hiện nay, có một số lượng lớn các lý thuyết liên ngành và các tài liệu nghiên cứu đã làm phong phú thêm chủ đề an toàn bệnh nhân. Những hiểu biết và kiến thức về an toàn cho bệnh nhân liên tục được cập nhật và cải tiến, như: ứng dụng các bài học kinh nghiệm từ thương mại và công nghiệp, áp dụng công nghệ tiên tiến, giáo dục các nhà cung cấp dịch vụ chăm sóc sức khỏe và người sử dụng dịch y tế, tăng cường hệ thống báo cáo lỗi và phát triển mới các ưu đãi kinh tế. 

## Tổng quan

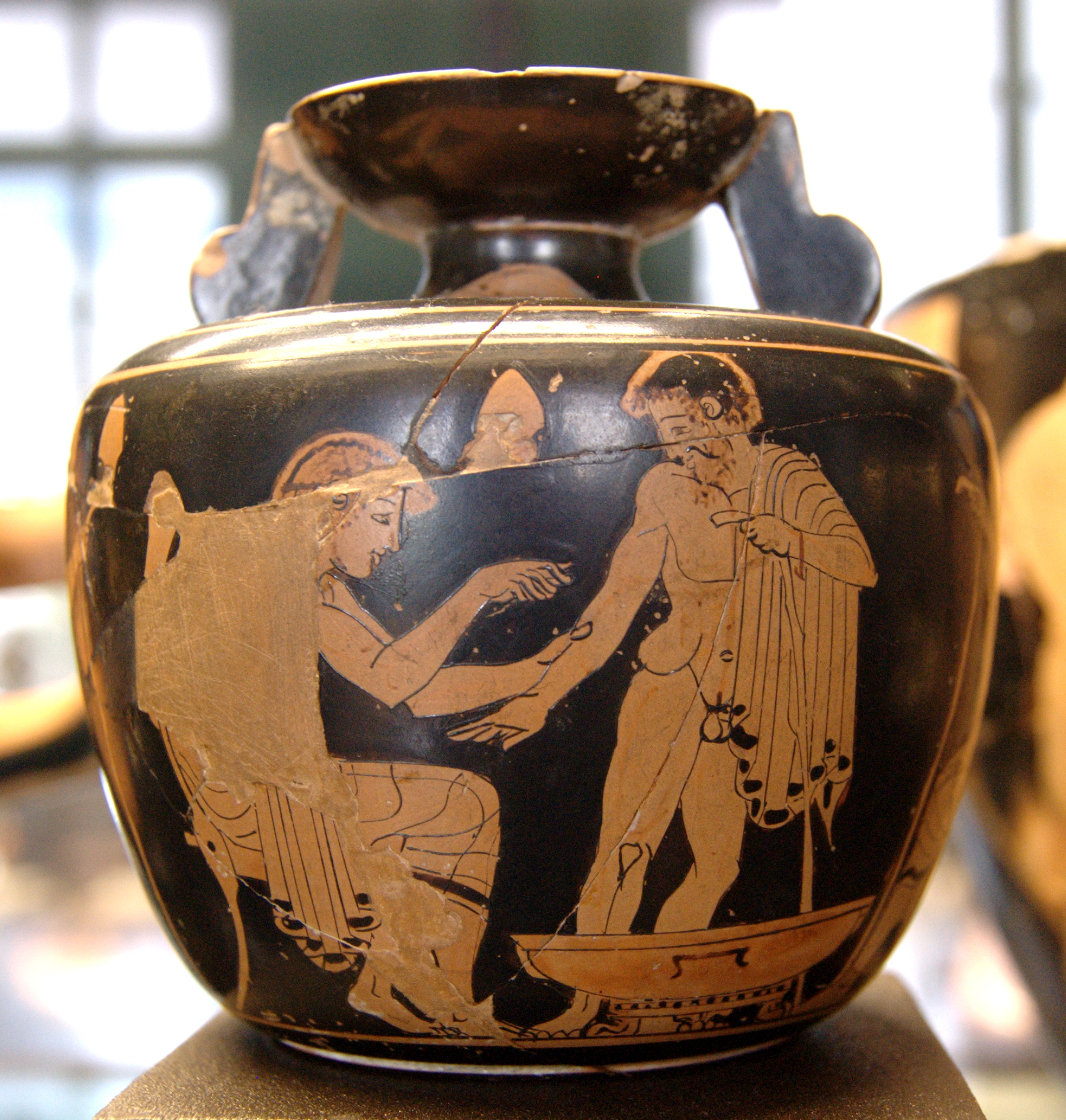
Người thầy thuốc Hy Lạp đang chữa trị cho một người bệnh, c. 480-470 BC (Viện bảo tàng Louvre, Paris, Pháp)

Một nghìn năm về trước, Hippocrates, ông tổ của ngành y học hiện đại phương Tây, đã nhận thấy những tiềm ẩn có thể phát sinh các thương tổn cho người bệnh từ hành vi nhân từ của thầy thuốc. Vào thế kỷ thứ IV trước Công nguyên, các thầy thuốc Hy Lạp đã soạn thảo ra Lời thề Hippocrates và cam kết  "Tôi sẽ trực tiếp điều trị cho bệnh nhân vì lợi ích của họ tùy vào học thức và trí tuệ của tôi, tôi sẽ cố gắng không gây ra bất kỳ tác hại hay bất công nào.
Kể từ khi đó, câu ngạn ngữ primum non nocere (đầu tiên không gây hại) đã trở thành điều răn cốt lõi trong nền y học đương đại. Tuy nhiên, bất chấp sự lớn mạnh về cơ sở khoa học thực hành y khoa ở châu Âu và Hoa Kỳ vào cuối thế kỷ XIX, thì lại rất khó có được các dữ liệu về kết quả bất lợi và hầu hết các công trình nghiên cứu khác nhau được tiến hành chỉ mang tính giai thoại.
Hoa Kỳ, tháng 4 năm 1982, công chúng và các chuyên gia gây mê đã bị sốc bởi chương trình truyền hình 20/20 The Deep Sleep (những giấc ngủ sâu) của ABC. Phơi bày những câu chuyện về tai nạn gây mê, các nhà sản xuất trích dẫn con số, mỗi năm, có khoảng 6,000 người Mỹ đã bị chết hoặc bị tổn thương não liên quan đến những rủi ro. Một năm sau, năm 1983, Hội Y học Hoàng gia Anh và trường Y khoa Harvard cùng tài trợ một hội nghị chuyên đề về tử vong và chấn thương trong gây mê, kết quả là một thỏa thuận để chia sẻ số liệu thống kê y học và để tiến hành các công trình nghiên cứu tiếp theo. Đến năm 1984, Hiệp hội các bác sĩ gây mê Hoa Kỳ (American Society of Anesthesiologists, ASA) đã thành lập Quỹ an toàn bệnh nhân gây mê (Anesthesia Patient Safety Foundation, APSF). APSF đi tiên phong trong sử dụng thuật ngữ "an toàn bệnh nhân" ("patient safety") trong tên của tổ chức kiểm toán chuyên nghiệp. Mặc dù các bác sĩ gây mê chỉ bao gồm khoảng 5% bác sĩ ở Hoa Kỳ, nhưng Gây mê đã trở thành một chuyên khoa y tế dẫn đầu giải quyết các vấn đề về an toàn cho người bệnh. Tình hình tương tự ở Úc, Quỹ an toàn bệnh nhân Úc (Australian Patient Safety Foundation) được thành lập năm 1989 để theo dõi các lỗi gây mê. Cả hai tổ chức đã nhanh chóng phát triển khi mức độ khủng hoảng sai sót y tế được biết đến.

### Con người không phải là thánh nhân
Tại Hoa Kỳ, số lượng và mức độ ảnh hưởng của các sai sót trong chăm sóc sức khỏe đã không được biết rõ cho đến năm 1990, khi một số báo cáo quan tâm đến vấn đề này. Vào năm 1999, Viện Y học (IOM) của Viện Hàn lâm Y học quốc gia Hoa Kỳ phát hành một bản báo cáo có tên To Err is Human: Building a Safer Health System (To Err is Human: Xây dựng một hệ thống y tế an toàn hơn.
IOM kêu gọi một nỗ lực toàn quốc bao gồm việc thành lập một Trung tâm An toàn bệnh nhân, mở rộng báo cáo về các biến cố bất lợi, thiết lập các kế hoạch an toàn trong các tổ chức chăm sóc sức khỏe và tiếp cận với các nhà quản lý và chăm sóc y tế, người mua dịch vụ y tế và các hiệp hội chuyên nghiệp có liên quan. Tuy nhiên, phần lớn sự chú ý của phương tiện truyền thông lại tập trung vào các số liệu thống kê đáng kinh ngạc: 44.000 đến 98.000 ca tử vong hàng năm do lỗi y tế tại các bệnh viện có thể phòng tránh được, trong số này, 7.000 ca tử vong có thể phòng ngừa liên quan đến lỗi thuốc. Trong vòng 2 tuần sau công bố báo cáo, Quốc hội Hoa Kỳ tổ chức một phiên điều trần và Tổng thống Clinton cũng ra lệnh cho một nghiên cứu toàn diện cấp chính phủ về tính khả thi của việc thực hiện các khuyến nghị trong báo cáo. Những chỉ trích ban đầu về phương pháp luận trong các ước tính của IOM vì đã tập trung quá nhiều vào các phương pháp thống kê để khuếch đại số tai nạn trong các nghiên cứu thí điểm cho bộ toàn dân số. Tuy nhiên, các báo cáo tiếp theo nhấn mạnh tỷ lệ đáng báo động và hậu quả của sai sót y tế.
Các quốc gia khác cũng diễn ra đều tương tự.
- Một nghiên cứu đột phá kéo dài một thập kỷ của Úc cho thấy 18.000 người đã chết mỗi năm vì các lỗi y tế,[15] Là một trong những tác giả của nghiên cứu này, Giáo sư Bill Runciman từng là Chủ tịch của Quỹ vì An toàn Bệnh nhân Úc được thành lập vào năm 1989. Trong báo cáo của mình, ông nói rằng ông cũng là một nạn nhân của một lỗi liều dùng thuốc.[16]
- Vào tháng 6 năm 2000, Nhóm chuyên gia Y tế của Anh (Department of Health Expert Group) ước tính rằng có hơn 850.000 thương tích ngẫu nhiên cho bệnh nhân của hệ thống dịch vụ y tế công cộng National Health Service (NHS) tại Vương quốc Anh mỗi năm. Trong mỗi cơ sở y tế của NHS, trung bình có 40 vụ tai nạn mỗi năm khiến bệnh nhân tử vong.[17]
- Năm 2004, nghiên cứu biến cố bất lợi y tế của Canada (Canadian Adverse Events Study) cho thấy hơn 7% số ca nhập viện đã trải qua các biến cố bất lợi và ước tính khoảng 9.000 đến 24.000 người Canada chết mỗi năm do các lỗi y tế có thể tránh được.[18]
- Dựa vào các báo cáo trên và các báo cáo khác từ New Zealand,[19] Đan Mạch[20] và các nước đang phát triển [21] , WHO ước tính rằng một trong 10 người nhận chăm sóc sức khỏe sẽ bị tổn hại có thể ngăn ngừa được.[22]

## Truyền thông giao tiếp
Truyền thông hiệu quả cần thiết để đảm bảo an toàn cho bệnh nhân.Truyền thông bắt đầu từ việc cung cấp các thông tin sẵn có trên bất kỳ trang mạng đặc biệt nào trong các dịch vụ di động chuyên nghiệp. Truyền thông giúp cắt giảm gánh nặng hành chính, giảm bớt nhân viên điều hành và nhu cầu hoạt động các đơn đặt hàng theo mô hình, do đó cho phép tuân thủ quy trình thực thi tốt được hoàn thành với mức tối thiểu đủ điều kiện của phản hồi thông tin cần thiết.

### Truyền thông giao tiếp hiệu quả và không hiệu quả

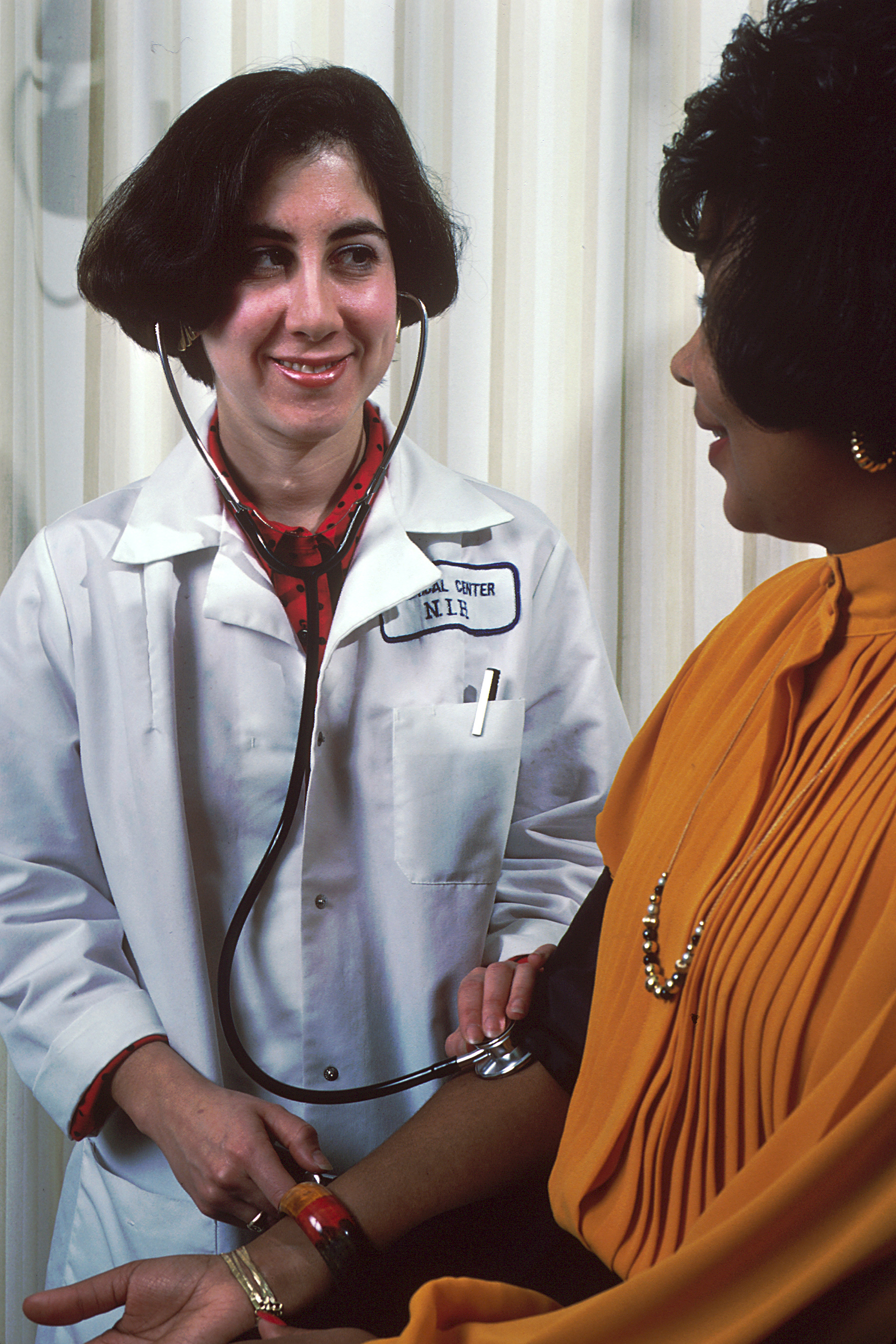
Y tá và bệnh nhân không giao tiếp bằng lời nói

Sử dụng giao tiếp hiệu quả giữa bệnh nhân và chuyên gia chăm sóc sức khỏe là điều rất quan trọng để đạt được kết quả sức khỏe tối ưu cho bệnh nhân. Tuy nhiên, theo Viện An toàn Bệnh nhân Canada (Canadian Patient Safety Institute), giao tiếp không hiệu quả có hiệu ứng ngược vì có thể làm hại bệnh nhân. Truyền thông liên quan đến an toàn bệnh nhân có thể được phân thành hai loại: phòng ngừa biến cố bất lợi và ứng phó với biến cố bất lợi đó. Sử dụng truyền thông hiệu quả có thể hỗ trợ cho công tác phòng ngừa tác dụng có hại, trong khi truyền thông không hiệu quả lại góp phần làm tăng tỷ lệ này. Nếu như giao tiếp không hiệu quả góp phần vào một biến cố bất lợi, thì kỹ năng giao tiếp tốt hơn và hiệu quả hơn phải được áp dụng để đáp ứng các kết quả tối ưu cho sự an toàn của bệnh nhân. Có nhiều cách khác nhau mà nhân viên y tế có thể làm được để tối ưu sự an toàn cho bệnh nhân bao gồm cả giao tiếp bằng lời nói và không bằng lời nói, cũng như việc sử dụng hiệu quả các kỹ thuật giao tiếp thích hợp.
Phương pháp giao tiếp hiệu quả bằng lời hay phi ngôn ngữ để chữa lành bệnh nhân bằng sự tôn trọng, thể hiện sự đồng cảm, một thái độ tốt và sự thấu hiểu đến những nhu cầu mà bệnh nhân cần, rèn luyện kỹ năng lắng nghe tích cực, nhạy cảm liên quan đến đa dạng văn hóa, tôn trọng quyền riêng tư và bảo mật của bệnh nhân  Để áp dụng kỹ thuật truyền thông thích hợp, các chuyên gia chăm sóc sức khỏe phải chọn kênh giao tiếp phù hợp nhất vì quyền lợi của bệnh nhân. Một số kênh có nhiều khả năng dẫn đến lỗi giao tiếp hơn các kênh khác, chẳng hạn như giao tiếp qua điện thoại hoặc email hay mạng xã hội (thiếu thông điệp phi ngôn ngữ, một yếu tố quan trọng để hiểu biết tình hình). Đó cũng là trách nhiệm của các nhà cung cấp dịch vụ y tế, để thấy những ưu điểm và hạn chế sử dụng dữ liệu y tế điện tử (electronic health records: EHR), vì nó không truyền đạt mọi thông tin cần thiết để hiểu nhu cầu của bệnh nhân. Nếu một chuyên gia chăm sóc sức khỏe không thực hành những kỹ năng này, thì họ không phải là người giao tiếp hiệu quả để có thể cải thiện kết quả cho bệnh nhân.
Mục tiêu của một chuyên gia chăm sóc sức khỏe là giúp bệnh nhân đạt được kết quả sức khỏe tối ưu, đòi hỏi rằng sự an toàn của bệnh nhân là không có rủi ro. Thực hành truyền thông hiệu quả đóng một vai trò lớn trong việc thúc đẩy và bảo vệ an toàn cho bệnh nhân.

### Làm việc theo nhóm và thông tin liên lạc
Trong những tình huống phức tạp, việc trao đổi thông tin lẫn nhau giữa các chuyên gia sức khỏe phải ở mức tốt nhất. Có một số kỹ thuật, công cụ và phương pháp được sử dụng để cải thiện khả năng giao tiếp đó. Bất kỳ đội (team) nào nên có một mục đích rõ ràng, mỗi thành viên nên nhận thức  vai trò của mình và được tham gia phù hợp. Để làm tăng chất lượng giao tiếp giữa những người tham gia cần thường xuyên cung cấp các thông tin phản hồi (feedback). Các phương pháp như cuộc họp giao ban cho phép nhóm đặt ra mục đích và đảm bảo rằng các thành viên không chỉ chia sẻ mục tiêu mà còn về quá trình họ sẽ tuân theo để đạt được mục tiêu đó. Bản tóm tắt cắt ngang, ngăn chặn sự chậm trể, và xây dựng những mối quan hệ bền chặt hơn, kết quả là một môi trường an toàn thực sự cho bệnh nhân.
Báo cáo công việc là một phương pháp hữu ích khác. Các nhà cung cấp dịch vụ y tế gặp gỡ để thảo luận về một tình huống, ghi lại những bài học, và ngồi lại với nhau cùng bàn luận làm cách nào để xử lý vấn đề tốt hơn. Giao tiếp vòng kín là một kỹ thuật quan trọng được sử dụng để đảm bảo rằng thông báo đã được gửi và nhận bởi người nhận. SBAR là một hệ thống có cấu trúc được thiết kế để giúp các thành viên trong nhóm giao tiếp về bệnh nhân ở dạng thuận tiện nhất có thể. Giao tiếp giữa các chuyên gia y tế không chỉ giúp đạt được kết quả tốt nhất cho bệnh nhân mà còn ngăn ngừa bất kỳ sự cố tiềm ẩn nào.

### Văn hóa an toàn
Như trong các trường hợp của những ngành khác, khi có một sai lầm hay lỗi xảy ra, mọi người hay tìm ai đó để đổ lỗi. Điều này có vẻ bình thường, nhưng nó tạo ra một nền văn hóa đổ lỗi, nơi mà người quan trọng hơn tại sao hay như thế nào (where who is more important than why or how). Một nền văn hóa lẽ phải (just culture), đôi khi còn được gọi là không đổ tội hay không đổ lỗi (no blame or no fault), là tìm cách để hiểu nguyên nhân gốc rễ của một sự cố, chứ không phải chỉ ra những người có liên quan. Cho rằng không nên kỷ luật người nào đó vì đã phạm sai lầm trung thực.
Trong chăm sóc sức khỏe, đó là một động thái hướng tới một nền văn hóa an toàn cho bệnh nhân. Điều này áp dụng từ những bài học kinh nghiệm của các ngành khác,chẳng hạn như hàng không, hàng hải và công nghiệp, đến một môi trường chăm sóc sức khỏe.
Khi đánh giá và phân tích một sự cố, các cá nhân liên quan nên phải thành thật với những sai lầm của chính mình nếu họ biết rằng công việc của họ là không có nguy cơ. Điều này cho phép thấy được một bức tranh toàn cảnh hơn về sự thật của một sự kiện. Từ đó, phân tích nguyên nhân gốc rễ có thể xảy ra. Thường có nhiều yếu tố cùng tham gia vào một biến cố bất lợi hoặc một tình huống cận nguy. Chỉ sau khi tất cả các yếu tố góp phần đã được xác định rằng những thay đổi hiệu quả có thể được thực hiện để ngăn chặn một sự cố tương tự xảy ra.

### Tiết lộ một sự cố
Sau một sự cố bất lợi xảy ra, mỗi quốc gia có cách xử lý riêng đối với sự việc. Ở Canada, một đánh giá cải tiến chất lượng được sử dụng chủ yếu. Đánh giá cải tiến chất lượng là một đánh giá được hoàn tất sau khi một sự cố bất lợi xảy ra với ý định khắc phục sự cố đó, cũng như ngăn chặn nó xảy ra một lần nữa. Các tỉnh và địa hạt riêng lẻ có luật về việc liệu có cần thiết phải tiết lộ đánh giá cải thiện chất lượng cho bệnh nhân hay không. Các nhà cung cấp dịch vụ chăm sóc sức khỏe có nghĩa vụ tiết lộ bất kỳ sự cố bất lợi nào cho bệnh nhân của họ vì các nguyên tắc đạo đức và chuyên môn. Nếu có nhiều nhà cung cấp hơn tham gia vào việc đánh giá cải tiến chất lượng, nó có thể tăng cường sự hợp tác liên ngành và  duy trì mối quan hệ giữa các phòng ban và nhân viên. Tại Hoa Kỳ, thẩm định y khoa được sử dụng: nhân viên y tế chưa đánh giá liên quan đến sự kiện và làm việc để ngăn chặn sự cố trong tương lai.
Việc tiết lộ các sự cố bất lợi có vai trò quan trọng trong việc duy trì niềm tin trong mối quan hệ giữa người chăm sóc sức khỏe và bệnh nhân. Và cũng quan trọng trong học cách tránh những sai lầm tương tự có thể xảy đến trong tương lai bằng cách tiến hành đánh giá cải tiến chất lượng, hoặc thẩm định y khoa. Nếu nhà cung cấp dịch vụ y tế xử lý chính xác sự cố, và đưa thông tin kịp thời đến bệnh nhân và gia đình của họ, họ có thể tránh được bị trừng phạt, bao gồm kiện tụng, phạt tiền và đình chỉ.

## Nguyên nhân lỗi trong chăm sóc sức khỏe

#### Một số thuật ngữ
- Lỗi, sai sót - Error là thực hiện công việc chăm sóc sức khỏe không đúng quy định hoặc áp dụng các quy định không phù hợp.
- Sự cố - Event là đều không may xảy đến với người bệnh hoặc liên quan đến người bệnh.
- Tác hại - Harm là suy giảm cấu trúc chức năng của cơ thể hoặc ảnh hưởng có hại phát sinh từ sự cố đã xảy ra.
- Sự cố không mong muốn - Adverse Events là tác hại liên quan đến quản lý y tế bao gồm các lĩnh vực chẩn đoán, điều trị, chăm sóc, sử dụng trang thiết bị y tế để cung cấp dịch vụ t tế.[31]

Cách định nghĩa đơn giản một lỗi chăm sóc là biến cố bất lợi có thể phòng ngừa được của việc chăm sóc, cho dù đó là rõ ràng hoặc làm hại cho bệnh nhân. Lỗi, một phần, được quy cho:
Nhân tố con người
- Sự khác biệt trong đào tạo và kinh nghiệm của nhân viên y tế, [34][35] mệt mỏi,[36][37][38] trầm cảm và kiệt sức.[39]
- Bệnh nhân đa dạng, cơ sở môi trường không quen thuộc và áp lực thời gian.
- Tính phổ quát và mức độ nghiêm trọng của các lỗi y tế chưa được công nhận.[40][41]
- Giờ làm việc của điều dưỡng tăng lên.

Sự phức tạp của y học
- Phương pháp kỹ thuật chính xác và tinh vi, hiệu lực thuốc mạnh mẽ.
- Chăm sóc y tế chuyên sâu và kéo dài ngày nhập viện.

Lỗi hệ thống
- Truyền thông giao tiếp kém, không rõ ràng về quyền hạn của bác sĩ, y tá và các nhà cung cấp dịch vụ chăm sóc khác.[35]
- Biến chứng tăng với tỷ lệ bệnh nhân đến người chăm sóc sức khỏe.[42]
- Các hệ thống báo cáo khác nhau trong cùng một bệnh viện không có kết nối chặt chẽ với nhau: hệ thống không tập trung, phân mãnh, thiếu sự phối hợp dẫn đến sai sót trong bàn giao bệnh nhân.[43]
- Xuất hiện nhiều thuốc có tên trong giống nhau hay phát âm tương tự nhau dễ gây nhầm lẫn.[44]
- Nhầm tưởng rằng bệnh nhân đang được chăm sóc bởi nhóm khác trong tổ chức y tế.
- Phụ thuộc vào các hệ thống tự động để ngăn chặn lỗi.[45]
- Thiếu hệ thống chia sẻ thông tin về các lỗi y tế làm cản trở việc phân tích nguyên nhân góp phần và hoạch định các chiến lược cải tiến chất lượng.[46]
- Các biện pháp cắt giảm chi phí của bệnh viện để đáp ứng các khoản hoàn trả.[47]
- Yếu tố môi trường và thiết kế. Trong trường hợp khẩn cấp, việc chăm bệnh nhân có thể bị trả lại ở những khu vực kém phù hợp để giám sát theo dõi an toàn. Viện Kiến trúc sư Hoa Kỳ (AIA) đã xác định một số vấn đề liên quan đến thiết kế an toàn và xây dựng các cơ sở chăm sóc sức khỏe.[48]
- Lỗi cơ sở hạ tầng. Theo WHO, 50% thiết bị y tế ở các nước đang phát triển chỉ được sử dụng một phần do thiếu nhà điều hành có kỹ năng, nhân viên y tế lành nghề, cũng như thiếu phụ tùng thay thế. Do đó, các quy trình chẩn đoán điều trị không thể thực hiện được, dẫn đến việc không đáp ứng được tiêu chuẩn điều trị.[22]

Báo cáo thường niên về chất lượng và an toàn của tổ chức giám định chất lượng bệnh viện của Mỹ (Joint Commission) 2007 thấy rằng thiếu thông tin giao tiếp liên lạc giữa nhà cung cấp dịch vụ chăm sóc sức khỏe, hoặc giữa các nhà cung cấp với các bệnh nhân và gia đình của họ, là căn nguyên của hơn một nửa số các biến cố bất lợi ở bệnh viện được công nhận. Các nguyên nhân hàng đầu khác bao gồm việc đánh giá không đầy đủ về tình trạng của bệnh nhân cũng như khả năng lãnh đạo yếu kém hay đào tạo chất lượng thấp.
Quan niệm sai lầm phổ biến về các sự kiện bất lợi là:
- "Các nhà cung cấp dịch vụ chăm sóc sức khỏe không đủ năng lực hoặc dốt nát - được ví như là 'quả táo thối - bad apples' là một nguyên nhân phổ biến." Rất nhiều lỗi thông thường do con người lầm đường lạc lối lỡ gây ra lỗi lầm, chứ không phải là kết quả của sự phán xét hay liều lĩnh.
- "Thủ tục rủi ro cao hoặc chuyên khoa y tế chịu trách nhiệm cho hầu hết các tác dụng bất lợi có thể tránh được". Mặc dù một số sai lầm, chẳng hạn như trong phẫu thuật, dễ dàng nhân thấy, lỗi xảy ra ở tất cả các mức độ chăm sóc.Mặc dù các thủ tục phức tạp đòi hỏi nhiều rủi ro hơn, kết quả bất lợi thường không phải do lỗi, nhưng có ảnh hưởng mức độ nghiêm trọng của tình trạng được điều trị.[50] Tuy nhiên, USP đã báo cáo rằng các lỗi về thuốc trong quá trình phẫu thuật có nguy cơ gây tổn thương cho bệnh nhân cao hơn gấp 3 lần so với các bệnh nhân khác.
- "Nếu một bệnh nhân trải qua một biến cố bất lợi trong quá trình chăm sóc, một lỗi y tế đã xảy ra"". Hầu hết các chăm sóc y tế đòi hỏi một mức độ rủi ro, và có thể có các biến chứng hoặc tác dụng phụ, thậm chí là những biến chứng không lường trước được, từ tình trạng cơ bản hoặc từ chính cách điều trị.[51]